# Genji (Ära)
Genji (jap. 元治) ist eine japanische Ära (Nengō), die nur etwa ein Jahr gültig war, von 1864 bis 1865 im gregorianischen Kalender. Der vorhergehende Äraname ist Bunkyū, die nachfolgende Ära ist Keiō. Die Ära fällt in die Endzeit der Edo-Zeit (Bakumatsu), während der Regierungszeit des Kaisers (Tennō) Kōmei.
Der erste Tag des ersten Monats der Genji-Ära (元治元年正月一日) entspricht dem 8. Februar 1864. Die neue Ära wurde einberufen, um den Beginn eines neuen 60-Jahre-Zyklus im chinesischen Kalender zu markieren. Der Name selbst ist abgeleitet aus dem I Ging.

## Ereignisse
- 8. Juli 1864 (Genji 1/6/5), Ikedaya-Vorfall: Zusammenstoß zwischen Sonnō-Jōi-Anhängern aus Chōshū und der Shinsengumi im Ryokan Ikedaya in Kyōto.
- 12. August 1864 (Genji 1/7/11): Der Rangaku-Gelehrte Sakuma Shōzan wird im Alter von 53 Jahren ermordet.[2] Auf Weisung des Shogunats befand er sich auf dem Weg von Edo nach Kyōto. Er war ein Befürworter der Öffnung des Landes und wurde von einem Sonnō-joi-Anhänger ermordet.[3]
- 20. August 1864 (Genji 1/7/19): Aufstand am Hamaguri-Tor. Als Reaktion wird vom Kaiserhof eine neue Nengō ausgerufen (Keiō).
- 5./6. September 1864 (Genji 1/8/5-6): Bombardement von Shimonoseki